# استیفل لابراتوریز
استیفل لابراتوریز (انگلیسی: Stiefel Laboratories) شرکت داروسازی آمریکایی است، که در سال ۱۸۴۷ تأسیس شد.